# Ennepetal
Ennepetal is een stad in de Duitse deelstaat Noordrijn-Westfalen, in de Ennepe-Ruhr Kreis. De gemeente telt 30.117 inwoners (31 december 2020) op een oppervlakte van 57,43 km². Naburige steden zijn Gevelsberg, Hagen, Breckerfeld, Wuppertal, Radevormwald en Schwelm. Ennepetal onderhoudt een stedenband met het Belgische Vilvoorde.

## Afbeeldingen

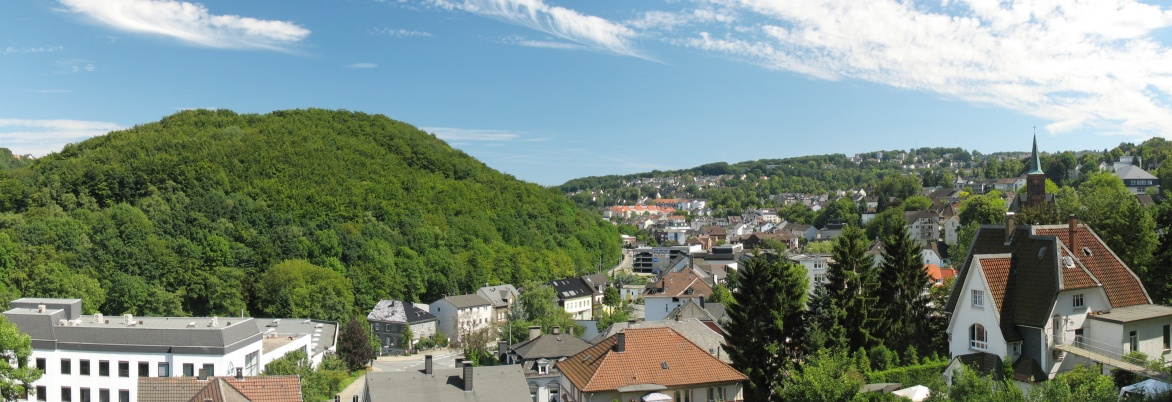
Gezicht op Milspe
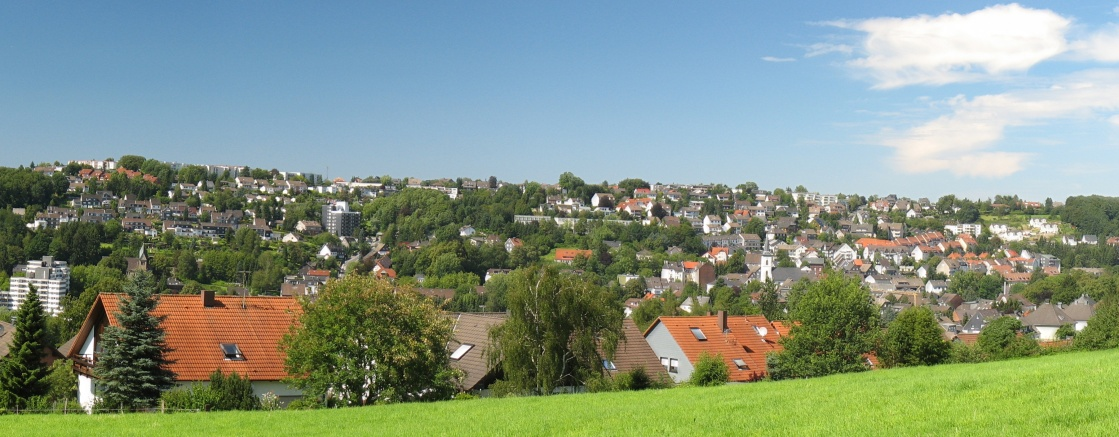
Gezicht op Voerde
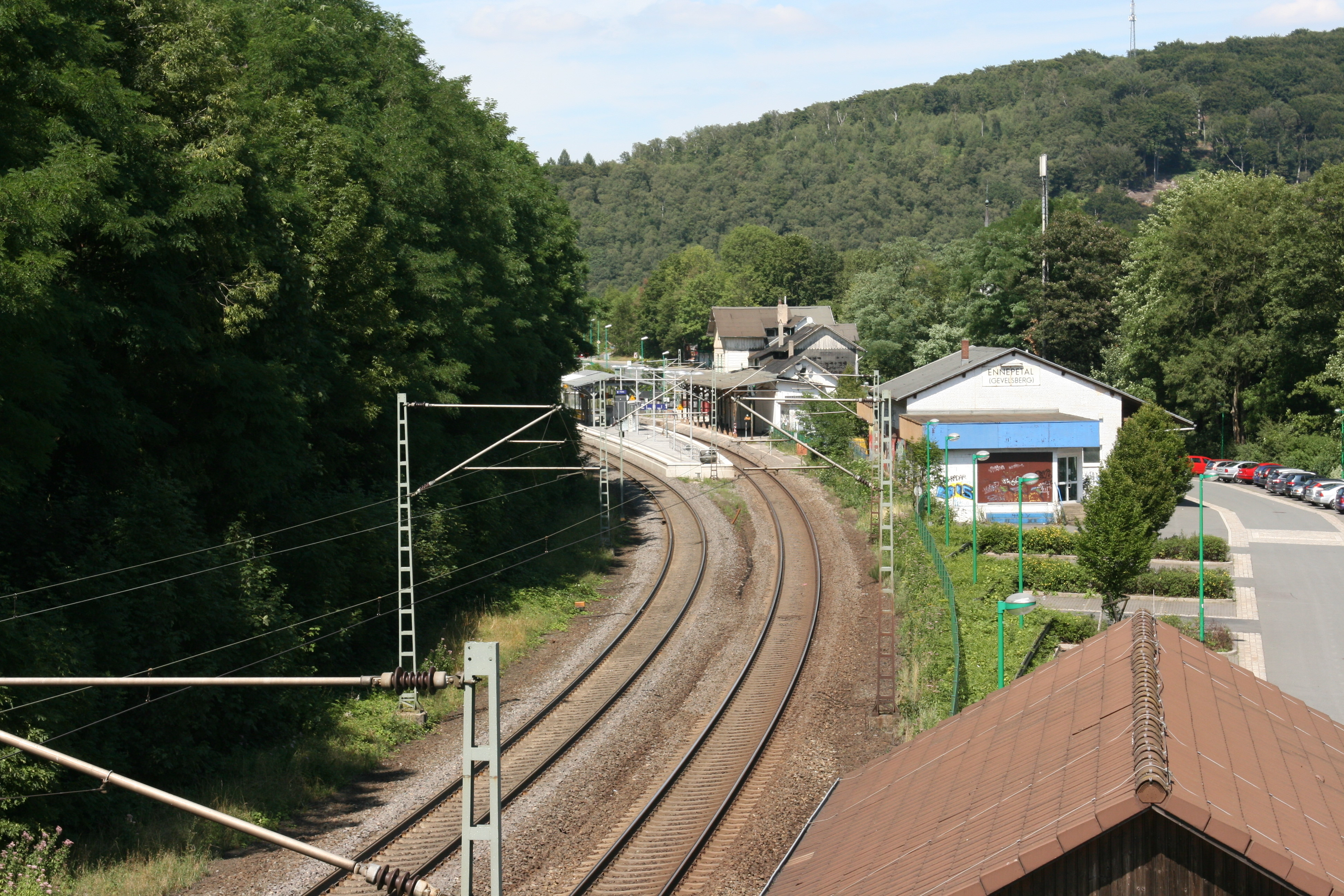
Station Milspe
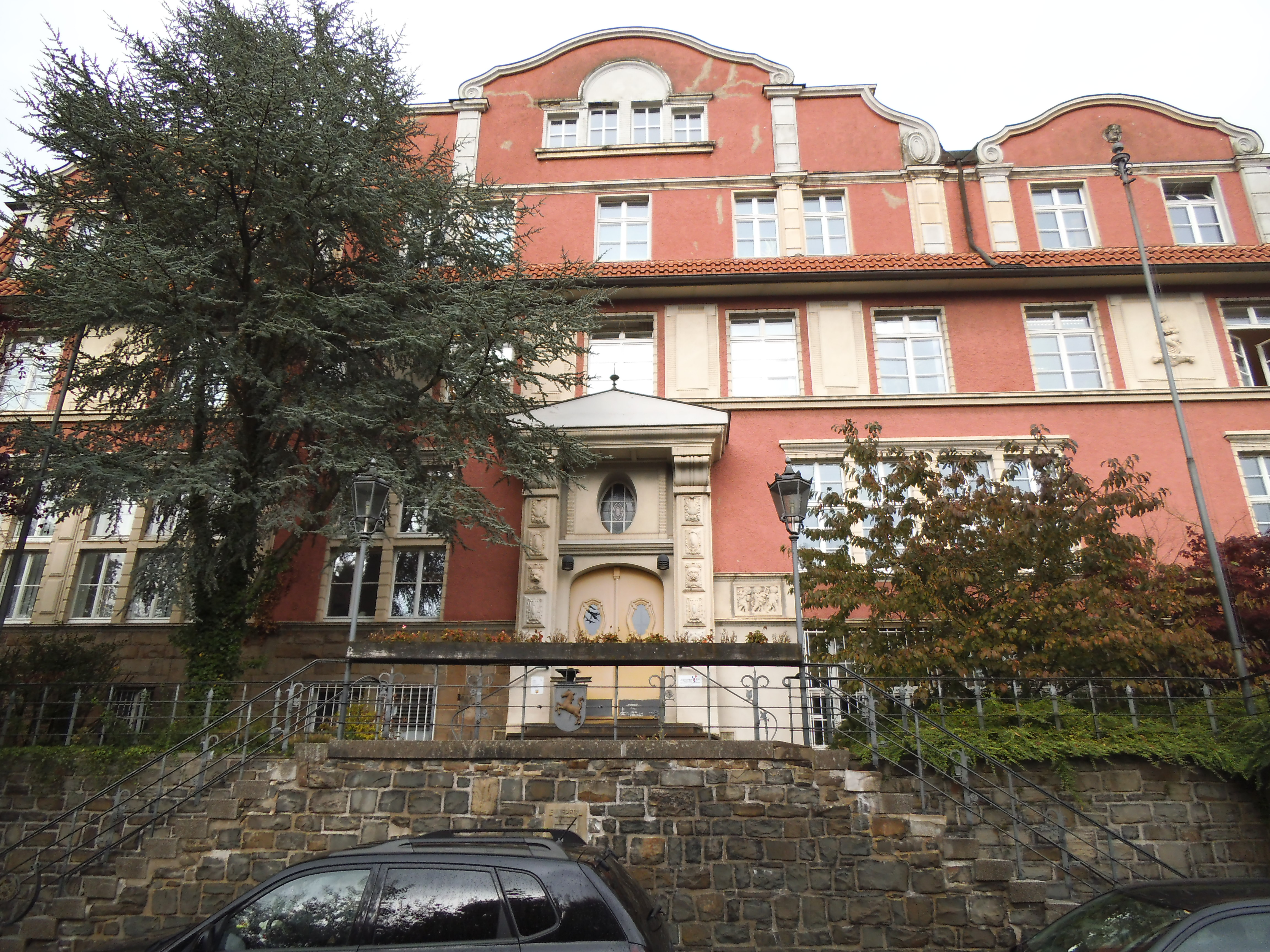
Gemeentehuis (oude gedeelte)

Breckerfeld · Ennepetal · Gevelsberg · Hattingen · Herdecke · Schwelm · Sprockhövel · Wetter · Witten